# Yanair
Yanair (ukrainisch: ЯнЕйр, im Außenauftritt 4You) ist eine ukrainische Fluggesellschaft mit Sitz in Kiew und Basis auf dem Flughafen Kiew-Schuljany.

## Geschichte
Yanair wurde 2012 gegründet und nahm im selben Jahr den Flugbetrieb auf. Sie unterhielt eine Partnerschaft mit Eurolot.
Am 7. Juni 2019 wurde Yan Air vorübergehend das Air Operator Certificate durch die ukrainische Flugsicherheitsbehörde entzogen. Grund hierfür sind Untersuchungen eines sicherheitsbedenklichen Vorfalls beim Landeanflug einer Boeing 737-400 (UR-CQX) auf den Flughafen Chișinău am 19. April 2019.

## Flugziele
Yanair fliegt von Kiew international nach Batumi und Tbilissi in Georgien sowie Tel Aviv in Israel. In der Ukraine werden Charkiw, Odessa und Winnyzja bedient.
Wegen der völkerrechtswidrigen Annexion der Krim durch Russland wurde der Flughafen Simferopol aus der Liste der Destinationen gestrichen.

## Flotte
Mit Stand April 2025 besteht die Flotte der Yanair aus drei Flugzeugen mit einem Durchschnittsalter von 34,7 Jahren:
| Flugzeugtyp    | aktiv | bestellt | Anmerkungen | Sitzplätze | Durchschnittsalter |
| -------------- | ----- | -------- | ----------- | ---------- | ------------------ |
| Boeing 737-300 | 1     |          | inaktiv     | 146        | 32,6 Jahre         |
| Boeing 737-400 | 2     |          | inaktiv     | 168        | 35,7 Jahre         |
| Gesamt         | 3     | -        |             |            | 34,7 Jahre         |

### Ehemalige Flugzeugtypen
- Airbus A320-200
- Airbus A321-100
- Boeing 737-500
- Saab 340